# Sir Thomas Brisbane Planetarium
Le Sir Thomas Brisbane Planetarium est un planétarium australien situé à Brisbane, dans le Queensland. Baptisé du nom du gouverneur Thomas Brisbane (1773-1860), qui était aussi astronome, il est ouvert depuis le 24 mai 1978.

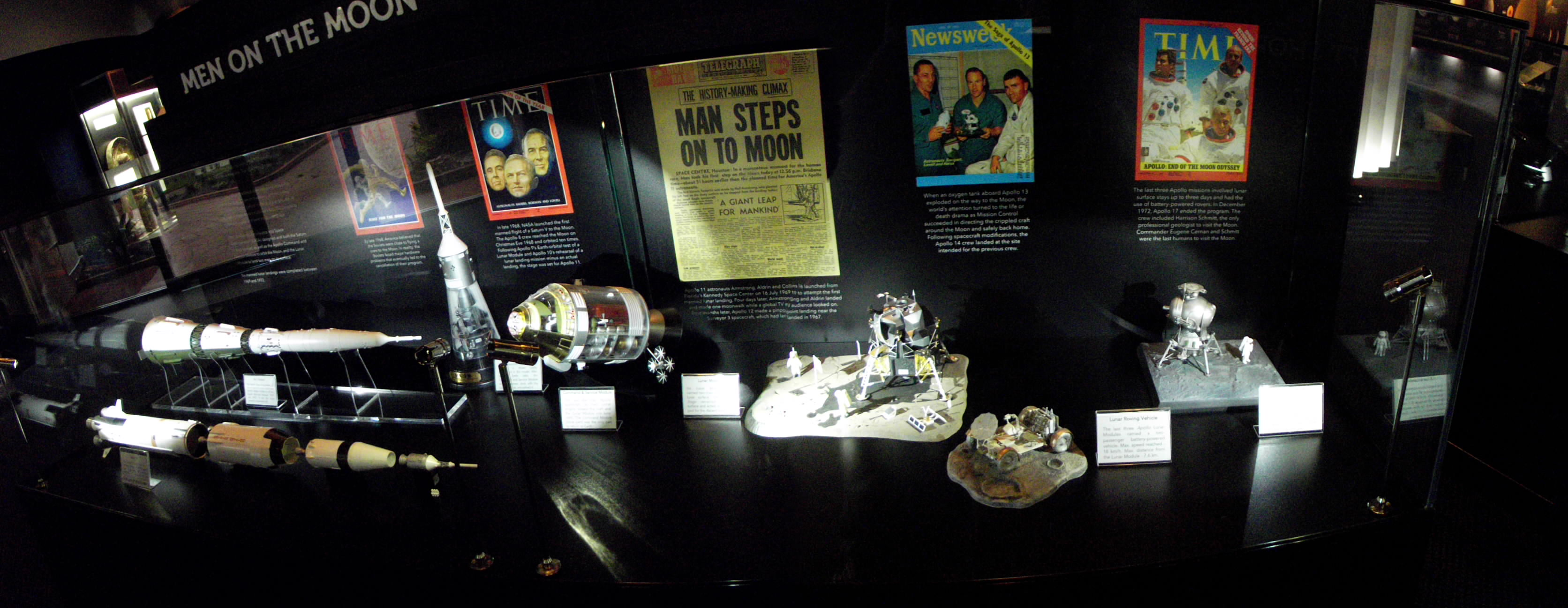
Vue d'une partie de l'exposition permanente, Men on the Moon.